# Waterschap Limburg
Waterschap Limburg is een waterschap in de Nederlandse provincie Limburg. Het waterschap ontstond op 1 januari 2017 uit een fusie tussen de waterschappen Peel en Maasvallei en Roer en Overmaas en omvat de gehele provincie. Het waterschap zetelt in Roermond, in hetzelfde gebouw als waar het Waterschapsbedrijf Limburg gevestigd is. De eerste dijkgraaf is Patrick van der Broeck. Na zijn herbenoeming in 2023 legde hij zijn functie een week voor zijn tweede termijn op 31 mei neer vanwege een vertrouwensbreuk met de ambtelijke top en een deel van het bestuur. Lambert Verheijen werd benoemd als waarnemend Dijkgraaf. Op 21 februari 2024 werd Saskia Borgers geïnstalleerd als nieuwe Dijkgraaf.
In 2013 werden de fusieplannen bekendgemaakt en op 4 juli 2014 heeft het provinciaal bestuur van Limburg het officiële besluit genomen.
De omvang van het beheergebied is ongeveer 221.000 hectare.